# سنابس (البحرين)
سنابس قرية بحرينية    من قرى الساحل الشمالي ويقع امتدادها الثانية من الشرق بعد المنامة. تحاذيها شرقا قرية البرهامة وغربا قرية الدية وجنوباً قرية طشان وجدحفص. تميزت في السابق بكثرة بساتينها الزراعية، ولكن الخطط الجديدة حوّلتها لقرية تجارية وعقارية واستثمارية وأُهملت الزراعة بشكل كبير مما عرضها للتدهور.
ويبلغ عدد سكان المنطقة حوالي 6564 نسمة، ومنطقة السنابس منطقة زراعية خضراء، تكثر فيها المزارع، كمزرعة الخابوري، ومزرعة عبد الكريم، ومزرعة الشرخات. ممر ولم تكن المنطقة خالية من عيون الماء، فمن أشهر عيون الماء فيها: عين العريض الواقعة في وسط المنطقة المحصورة بين المأتم الجديد والمقبرة، وعين الكافوري وهي عبارة عن بئر ارتوازية بها ساقية، وكانت تستخدم للأغراض المنزلية. وعين الفسلة وتقع في جنوب السنابس، كان (العريس) يستحم فيها مع أصحابه قبل الزواج، وسميت (بعين الفسلة) لكثرة ما زرع حولها من فسائل النخيل.

## سبب التسمية
السنابس كانت تشتهر بوجود قطعان هائلة من الإبل والغنم، فسُميت بسنابس نسبة لذلك. ويذكر بعض كبار السن بالقرية: أن السنابس كانت من أحسن القرى حيوية وجمالاً، حتى أضحت شهرتها كـ (السنا) أي كالضوء الساطع وكان صاحب القرية عندما يسأل عن قريته يقول: (السنابس)، أي (ضوء وكفي)، ثم حرفت التسمية تدريجياً وصارت سنابس بحذف الواو.
أما الباحث علي أكبر بوشهري فيرى أن التسمية فارسية الأصل، وسنابس مكونة من قسمين (سنار) و(بست) وسنار يعني: المكان قليل العمق، يغوص قاع السفينة في طينه، فلا تستطيع الحركة. وبست: الأرض الوعرة المقفلة. ومع مرور الزمن حرفت (سنار بست) إلى (سنابس). ويرى أن قلة العمق والانغلاق خاصية رئيسة من خصائص السنابس، فالسنابس قرية ساحلية أحجارها مرجانية، مما يصعب الملاحة فيها.
وهناك رواية أخرى تقول ــ حسب السيد عبد الله السيد حسين الساري ــ بأنها ترجع إلى قبيلة (بني سنبس) التي كانت تسكن المملكة العربية السعودية في منطقة الخبر وقد فرّت هذه القبيلة بسبب الاعتداء الذي تعرضت له في إحدى الليالي إلى البحرين، وسكنت هذه المنطقة وسُمّيت باسمها إلى أن حُرّفت إلى سنابس، أما باقي أفراد القبيلة فقد فروا إلى منطقة (تاروت) بالشرقية، وكذلك سُمُيت المنطقة التي سكنوها سنابس.

## أشهر مساجد المنطقة
مسجد الخضر.
مسجد آل عبد الحي.
مسجد الشيخ عيسى.
مسجد السيف.
مسجد سيد فلاح.
مسجد الجوادين.
مسجد الشيخ راشد.
مسجد المجتبى.

## ومن المآتم الحسينية بالمنطقة
مأتم بن خميس.
مأتم السنابس.
مأتم السنابس الشرقية.
ماتم آل عبد الحي.

## المجمعات السكنية
تشمل منطقة السنابس ستة مجمعات سكنية وهي كالتالي:
(402) منطقة السنابس الشرقية (مني).
(404) وسط السنابس ومجمع.
(406) والتي تشمل مروزان والجمة.
(408) وهي منطقة الإسكان الجديدة.
(410) فيشمل المنطقة التجارية.
وفي السابق كانت منطقة السيف ضمن السنابس لكن مع مرور الزمن تغير إسمها إلى السيف.

## اشتهارها
وتشتهر قرية السنابس بكثرة الفعاليات الشيعية والثقافية مما يجعلها كعبة للرواد الشيعة من مختلف أنحاء البحرين، تعتبر مكانا يقصده الشيعة في البحرين.

## أبرز فعالياتها
العزاء المركزي في يوم العاشر من المحرم ويوم الأربعين (20 صفر)، مسابقة الذكر الحكيم للقرآن الكريم، مهرجان المسرح والمرسم الشيعي، حملة الإمام الحجة للتبرع بالدم، مهرجان الإمام الخميني، مهرجان يوم القدس العالمي.

## أبرز معالمها
مأتم السنابس، وحسينية الحاج أحمد بن خميس وهو الأساس - مركز البحرين الدولي للمعارض،، مركز الهدى للدراسات الإسلامية (الحوزة)، مركز السنابس الثقافي، مجمع البحرين التجاري، وغيرها.

## وصلات خارجية
1. ↑  "حقائق ومعلومات". البوابة الوطنية لمملكة البحرين. مؤرشف من الأصل في 2024-08-01. اطلع عليه بتاريخ 2024-08-01.
2. ↑  ندى فهد (6 أكتوبر 2023). "عدد سكان البحرين 1.577 مليون نسمة". البلاد. مؤرشف من الأصل في 2024-08-01. اطلع عليه بتاريخ 2024-08-01.
3. ↑  "تايلوس". الموسوعة الرقميَّة العربيَّة. مؤرشف من الأصل في 2024-08-01. اطلع عليه بتاريخ 2024-08-02.